# Ацетат лантана(III)
Ацетат лантана(III) — неорганическое соединение,
соль лантана и уксусной кислоты с формулой La(CH3COO)3,
бесцветные кристаллы,
растворяется в воде,
образует кристаллогидраты.

## Физические свойства
Ацетат лантана(III) образует бесцветные кристаллы.
Растворяется в воде.
Образует кристаллогидраты состава La(CH3COO)3•n H2O, где n = 1 и 1,5.